# 哈德拉克
哈德拉克，是西班牙卡斯蒂利亚-拉曼恰瓜达拉哈拉省的一个市镇。总面积39平方公里，总人口1323人（2001年），人口密度34人/平方公里。